# Чайковський Юрій Вікторович
Чайковський Юрій Вікторович — російський історик науки, філософ та еволюціоніст, кандидат технічних наук. Учень палеоботаніка Сергія Меєна. Провідний науковий співробітник Інституту історії природознавства і техніки РАН. Один з нащадків композитора Петра Чайковського.
Автор численних монографій з історії науки та еволюційної біології, серед яких:
- Еволюція (рос. Эволюция). — М.: Центр системных исследований — ИИЕТ РАН, 2003. — 472 с.
- Активний зв'язний світ. Досвід теорії еволюції життя (рос. Активный связный мир. Опыт теории эволюции жизни). М., КМК, 2008
- Діатропика, еволюція й систематика. До ювілею Меєна (рос. Диатропика, эволюция и систематика. К юбилею Мейена). М., КМК, 2010
- Лекції про доплатоновське знання рос. Лекции о доплатоновом знании. Москва, КМК, 2012
- В колі знання (рос. В круге знания). М., КМК, 2013
- Миси Льодовитого нагадують (рос. Мысы Ледовитого напоминают). Москва, КМК, 2015
- Заключні думки (рос. Заключительные мысли). 2-е видання Москва, КМК, 2018
- Автопоез (рос. Автопоэз). — М: КМК, 2018

У книгах «Еволюція» та «Активний зв'язний світ» Чайковського наводиться огляд та систематизація численних концепцій біологічної еволюції. Окрім того Чайковський виступає прихильником теорії номогенезу, як продовжувач лінії Лева Берга, Олександра Любищева, Сергія Меєена.
Праці Чайковського у галузі еволюційної біології неодноразово піддавалися критиці з боку біологів, хоча інші дослідники наголошують на їх цінності як полемічної літератури.